# Stazione meteorologica di Rovereto
La stazione meteorologica di Rovereto è la stazione meteorologica di riferimento relativa alla città di Rovereto.

## Coordinate geografiche
La stazione meteorologica si trova nell'area climatica dell'Italia nord-orientale, nel Trentino-Alto Adige, in provincia di Trento, nel comune di Rovereto, a 204 metri s.l.m. e alle coordinate geografiche 45°53′N 11°02′E (zona climatica E).

## Dati climatologici
In base alla media trentennale di riferimento 1961-1990, la temperatura media del mese più freddo, gennaio, si attesta a +1,6 °C, quella del mese più caldo, luglio, è di +23,2 °C.
| Rovereto                        | Mesi | Mesi | Mesi | Mesi | Mesi | Mesi | Mesi | Mesi | Mesi | Mesi | Mesi | Mesi | Stagioni | Stagioni | Stagioni | Stagioni | Anno |
| Rovereto                        | Gen  | Feb  | Mar  | Apr  | Mag  | Giu  | Lug  | Ago  | Set  | Ott  | Nov  | Dic  | Inv      | Pri      | Est      | Aut      | Anno |
| ------------------------------- | ---- | ---- | ---- | ---- | ---- | ---- | ---- | ---- | ---- | ---- | ---- | ---- | -------- | -------- | -------- | -------- | ---- |
| T. max. media (°C)              | 5,1  | 8,5  | 13,7 | 18,2 | 23,0 | 27,2 | 29,7 | 28,7 | 23,9 | 17,4 | 10,4 | 5,8  | 6,5      | 18,3     | 28,5     | 17,2     | 17,6 |
| T. min. media (°C)              | −2,2 | −0,3 | 3,5  | 7,5  | 11,6 | 15,1 | 17,1 | 16,6 | 13,1 | 8,4  | 2,9  | −1,1 | −1,2     | 7,5      | 16,3     | 8,1      | 7,7  |
| Giorni di calura (Tmax ≥ 30 °C) | 0    | 0    | 0    | 0    | 1,2  | 6,8  | 14,2 | 10,8 | 1,2  | 0,0  | 0,0  | 0,0  | 0,0      | 1,2      | 31,8     | 1,2      | 34,2 |
| Giorni di gelo (Tmin ≤ 0 °C)    | 21,5 | 13,6 | 3,9  | 0,2  | 0,0  | 0,0  | 0,0  | 0,0  | 0,0  | 0,2  | 5,9  | 18,3 | 53,4     | 4,1      | 0,0      | 6,1      | 63,6 |
| Precipitazioni (mm)             | 58   | 46   | 64   | 68   | 97   | 85   | 84   | 96   | 76   | 82   | 98   | 59   | 163      | 229      | 265      | 256      | 913  |
| Giorni di pioggia               | 5    | 5    | 8    | 7    | 11   | 10   | 8    | 9    | 6    | 7    | 8    | 6    | 16       | 26       | 27       | 21       | 90   |